# Генерал-капітанство
Генерал-капітанство (ісп. Capitanía general, порт. Capitania-geral) — адміністративно-територіальна одиниця поділу та спадкове володіння, створене у Іспанській та Португальській колоніальних імперіях 16-19 століття. Очолював цю адміністративну одиницю Генерал-капітан.
Номінально генерал-капітанства входили до складу того чи іншого віцекоролівства, але фактично підпорядковувалися безпосередньо метрополії. Очолювалися, як правило, військовими, які добре себе зарекомендували.

### Іспанська колоніальна імперія
Генерал-капітани призначалися іспанським королем за поданням Верховної ради у справах Індій. Генерал-капітани мали широкі адміністративні і військові повноваження з управління довіреними їм територіями. 

Всього у Іспанській імперії в Новому Світі було 11 генерал-капітанства:
1. Генерал-капітанство Санто-Домінго (1526)
2. Генерал-капітанство Гватемала (1527–1821),
3. Генерал-капітанство Філіппіни (1565)
4. Генерал-капітанство Пуерто-Рико (1592)
5. Генерал-капітанство Куба (1764–1898),
6. Генерал-капітанство Юкатан (1565-1821)
7. Генерал-капітанство Венесуела (1777–1823),
8. Генерал-капітанство Чилі (1540-1810, 1814-1818).
9. Генерал-капітанство Внутрішніх Провінцій (1776–1820)
10. Генерал-капітанство Майнас (1802-1822)

Генерал-капітанства Гватемала, Венесуела та Чилі припинили своє існування у роки Війни за незалежність іспанських колоній в Америці, а генерал-капітанство Куба було скасовано у 1878 році.

### Португальська колоніальна імперія
Португальські генерал-капітанства були створені Генріхом мореплавцем для розвитку заморських володінь Португалії.
Спочатку капітанства були введені на архіпелазі Мадейра, освоєння якого португальцями почалося в першій половині XV століття. Потім ця модель була поширена на Азорські острови.
Король Жуан III Благочестивий поширив генерал-капітанства на «Землю Святого Хреста», яка у 1549 році була замінена на генерал-губернаторство Бразилія.
У Португальській колоніальній імперії генерал-капітанства існували до 1832 року, Азорські острови та архіпелаг Мадейра, коли ці острови були перетворені в провінції.